# 果珠彝族乡
果珠彝族乡是中华人民共和国云南省昭通市镇雄县下辖的一个民族乡。

## 历史
2013年1月11日上午8时20分，果珠乡高坡村赵家沟村民组发生特大山体滑坡事故。共造成46人死亡，2人受伤。房屋、牲畜、道路交通等损失共计4550余万元。

## 行政区划
果珠彝族乡下辖以下村级行政区划单位：
果珠村、拉埃村、高坡村、云岭村和鱼洞村。